# Kernhof (Gemeinde St. Aegyd)
Kernhof ist eine Ortschaft und als Keeramt eine Katastralgemeinde der Gemeinde St. Aegyd am Neuwalde im Bezirk Lilienfeld in Niederösterreich.

## Geografie
Im Keertal, das sich von St. Aegyd nach Süden erstreckt, liegt der Ort Kernhof. Der Keerbach, ein rechter Nebenfluss der Unrechttraisen durchfließt das Dorf. Das Kernhofer Gscheid westlich von Kernhof bildet den Übergang ins Salzatal und nach Mariazell. Durch den Ort führt die Gutensteiner Straße. Zur Ortschaft zählen die Lagen Ahornhof, Ameisbühel, Auf der Öd, Gscheid, Gscheid Gasthaus, Hinterbichler, Krumbach, Kurzenthal, Magerhof, Oberkeerweg, Oberknollenhals, Reintaler, Sattelhof, Unterkeerweg, Unterknollenhals, Waldhütt und Wasserhof.

## Geschichte
Die Besiedlung des Tales begann im 17. Jahrhundert, als sich hier Waldbauern und Holzknechte ansiedelten. Im Jahr 1837 standen in der Rotte Keer 32 Häuser und zahlreiche Hütten von Holzfällern, in denen 75 Familien mit 48 schulfähigen Kindern lebten. Diese mussten bis 1832 die Schule in St. Aegyd besuchen, ehe in im Amt Keer (Kernhof) eine behelfsmäßige Schule eingerichtet wurde, die aber 1850 wegen der Baufälligkeit wieder eingestellt wurde. Gegen Ende des 19. Jahrhunderts wurde eine neu errichtete Schule in Betrieb genommen.
Im Jahr 1893 wurde die Bahnstrecke Traisen–Kernhof eröffnet, mit der vor allem Holz abtransportiert wurde, aber auch den Tourismus brachte. Der Bahnbetrieb wurde gegen Ende des 20. Jahrhunderts schrittweise eingestellt und das Geleise ist heute abgetragen.
1922 errichtete Ernst Carl Graf von Hoyos-Sprinzenstein in Kernhof ein großes Sägewerk, das von einer Dampfmaschine angetrieben wurde und 1936 wurde der Ort im Nordwesten um die Hoyos-Siedlung erweitert. Das Sägewerk war bis 1984 in Betrieb.
Laut Adressbuch von Österreich waren im Jahr 1938 in Kernhof zwei Gastwirte, ein Gemischtwarenhändler, ein Schmied, ein Tischler und mehrere Landwirte ansässig. Weiters gab es im Ort ein Sägewerk.

## Sehenswürdigkeiten
- Kameltheater Kernhof, ein Erlebniszentrum mit Kamelen aus Hauptattraktion
- Trenk Wasserfall
- Kleiner Ahorner Wasserfall
- Großer Ahorner Wasserfall